# Rekowo (powiat łobeski)
Rekowo (niem. Reckow) – wieś sołecka w Polsce położona w województwie zachodniopomorskim, w powiecie łobeskim, w gminie Radowo Małe. W latach 1818–1945 miejscowość administracyjnie należała do Landkreis Regenwalde (Powiat Resko) z siedzibą do roku 1860 w Resku, a następnie w Łobzie.
W latach 1975–1998 miejscowość należała administracyjnie do województwa szczecińskiego.

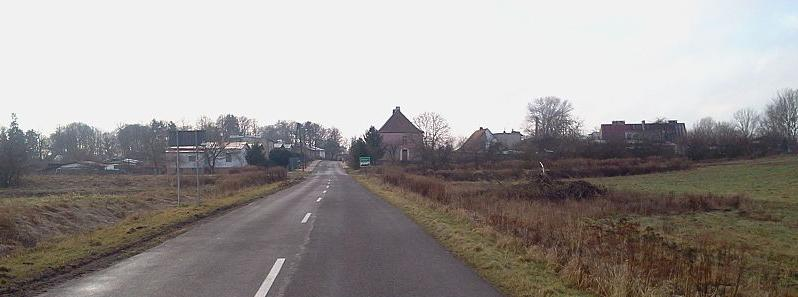
Panorama Rekowa od strony Strzmiela

## Atrakcje
W Rekowie znajduje się wpisany do rejestru zabytków (Kl.V.0/277/57) Kościół św. Apostołów Piotra i Pawła oraz wpisany do rejestru zabytków (Kl.I.5340/23/79) zabytkowy park dworski. Kościół to XVII-wieczna ryglowa świątynia na kamiennej podmurówce z trójbocznie zamkniętym prezbiterium, gdzie w dach kryty blachą wkomponowana jest drewniana wieża zwieńczona barokowym hełmem (całość poddana renowacji w połowie lat 80. XX w.). 
W kościele są 2 cynowe lichtarze z 1802 roku.
Park dworski datowany jest na 2 poł. XIX w., rozbudowany w 1 ćw. XX w. (por. mapy archiwalne), gdzie założenie jest typu krajobrazowego, z aleją lipową wyznaczającą płd. i wsch. granicę oraz szpalerem świerkowym od płd. Obsadzony głównie bukami, brzozami, dębami i kasztanowcami. Granice parku są czytelne i zachowany został liczny starodrzew.

## Kalendarium
- XVII Zbudowano kościół w Rekowie - fundatorem kościoła był Filip Georg von Borck.
- 1668 Majątek ma 524 hektary - właściciel - Franz Joachim von Borcke.
- 1692 Właściciel - Geheimrat Franz Heinrich von Borcke.
- 1744 Właściciel majątku - Georg Philipp von Borcke.
- 1771 Właściciel - Georg Friedrich von Borcke.
- 1773 Obok folwarku były 3 gospodarstwa chłopskie.
- 1789 Właściciel majątku - Generallandschraftsrat Johann Georg von Loeper.
- 1789 Borkowie sprzedają wieś Loeperom.
- 1793 Właściciel majątku - Landrat Ernst August Phillipp von Borcke-Kankelfitz.
- 1798 Właścicielem został Philipp Johann Georg.
- 1800 Kościół w Rekowie to kościół filialny parafii Borkowo Wielkie.
- 1802 Philipp Georg Johan von Borcke fundatorem gruntownej przebudowy kościoła.
- 1803 Właścicielem majątku jest - Oberstleutnant Christian Friedrich von Schmude.
- 1818–1945 Rekowo w powiecie Regenwalde (Resko).
- 1828 Właściciel - major Georg Friedrich Ludwig von Borcke.
- 1837 Właścicielem majątku jest - leutnant Ludwig Albert von Borcke-Bonin.
- 1843-54 Właścicielem majątku jest Ludwig Albert von Borcke.
- 1871 Georg von Borcke właścicielem majątku.
- 1873 Wieś miała 17 budynków mieszkalnych i 109 osób.
- 1883 Major Erich von Borcke właścicielem majątku.
- 1921 Właściciel majątku Ulrich von Borcke przekazuje duży głaz na pomnik F. L. Jahna - pioniera gimnastyki.
- 1931 Majątek liczył 702 ha, 29 domów, 57 rodzin i 275 mieszkańców.
- 1933 Rekowo liczy 255 mieszkańców.
- 1939 Rekowo liczy 262 mieszkańców.

## Urodzeni w Rekowie
- Wulff von Borcke (ur. 25 kwietnia 1839 w Rekowie, zm. 12 marca 1914) – niemiecki właściciel ziemski, członek dworu pruskiego, poseł do Izby Panów (Preußisches Herrenhaus).
- Hans Engelbrecht (ur. 22 kwietnia 1854 w Rekowie, Powiat Regenwalde, zm. 8 lutego 1933 w Hanowerze) był pruskim oficerem, ostatnio generałem majorem.